# آلیستیر فیلیپس-دیویس
آلیستیر فیلیپس-دیویس، (به انگلیسی: Alistair Phillips-Davies) (زاده ۱۹۶۷) کارآفرین، بازرگان و مدیر ارشد اجرایی بریتانیایی است، که در حال حاضر به‌عنوان مدیر عامل اجرایی شرکت اس‌اس‌ای فعالیت می‌کند.